# Cassino
Cassino er en by i provinsen Frosinone i Italien. Byen er kendt for sin beliggenhed neden for klosteret Monte Cassino og for at have været slagmark for slaget om Monte Cassino under 2. verdenskrig i begyndelsen af 1944. Slaget resulterede i enorme dødstal hos såvel Nazi-Tyskland som de allierede modstandere, og byen Cassino blev næsten fuldstændig ødelagt. I vore dage finder man Cassino Universitet samt en af Fiats fabrikker i byen.